# عبدالرحمن الشعیبی
عبدالرحمن الشعیبی (انگلیسی: Abdulrahman Al-Shoaibi؛ زادهٔ ۱۰ دسامبر ۱۹۸۰) بازیکن فوتبال اهل عربستان سعودی است.
در ۲۰ اکتبر ۲۰۰۵، عبدالرحمن الشعیبی، بازیکن تیم هاجر عربستان، در جریان بازی با تیم الرائد پس از برخوردی به گردن دچار تشنج شدیدی شد. این حادثه به‌صورت گسترده‌ای در اینترنت منتشر شد و به نام «فرشته‌ی مرگ» شناخته شد نکته مهم: برخلاف شایعات، الشعیبی در این حادثه جان خود را از دست نداد و در بازی بعدی تیمش نیز شرکت کرد.